# Campeonato de Primera División 1922 (Venezuela)
También hay poca información en relación con el torneo de 1922. Así como en 1921, al parecer sólo jugaron dos equipos: Centro Atlético Sport Club (campeón) y América FBC (subcampeón). En relación con el Centro Atlético Sport Club, Napoleón Arráiz escribió en su libro Caracas y su fútbol de antaño:

Poseía el Centro Atlético un terrenito que se llenaba de aficionados -y aficionadas- todas las mañanas dominicales (...) estaba situado al costado sur de la Avenida El Paraíso, entre la India y la estatua de Washington, plano y escasamente sembrado de grama (...) Los jugadores tenían que cambiar sus trajes de calle por los pantalones cortos de fútbol escondiéndose en medio de los árboles (...) Este campo, como otros de la Caracas nuestra, fue arrasado por la urbanizadora civilización.

Centro Atlético Sport Club

Campeón
1.er título